# Oedhof (Straßkirchen)
Oedhof ist  ein Ortsteil der Gemeinde Straßkirchen im niederbayerischen Landkreis Straubing-Bogen.

## Geographie und Verkehrsanbindung
Die Einöde Oedhof liegt westlich des Kernortes Straßkirchen. Unweit nördlich verläuft die Kreisstraße SR 5 und etwas weiter entfernt nördlich die Bundesstraße 8. Am südlichen Ortsrand fließt der Ödbach, ein linker Zufluss des Donau-Zuflusses Irlbach.

## Sehenswürdigkeiten
In der Liste der Baudenkmäler in Straßkirchen ist für Oedhof ein Baudenkmal aufgeführt:
- Die Wegkapelle Nähe Oedhof stammt aus dem 19. Jahrhundert.

## Geschichte
Oedhof wurde 1949 von der Gemeinde Niederharthausen nach Straßkirchen umgegliedert.

### Einwohnerentwicklung
- 1871: 0 15 Einwohner[3]
- 1885: 0 11 Einwohner[4]
- 1900: 0 17 Einwohner[5]
- 1925: 0 10 Einwohner[6]
- 1950: 0 21 Einwohner[7]
- 1961: 00 7 Einwohner[8]
- 1970: 00 3 Einwohner[9]
- 1987: 00 5 Einwohner[10]